# Амвросий (Виноградский)
Архимандри́т Амвро́сий (в миру Алекса́ндр Васи́льевич Виногра́дский; 1767 — 11 [23] ноября 1810) — архимандрит Московского Даниилова монастыря. Брат архиепископа Августина (Виноградского).
Его отец — Василий Михайлов, священник церкви Дмитрия Солунского на Ильинке и иконописец.
Образование получил в Троицкой московской духовной семинарии.
С 1791 года был учителем в низшем грамматическом классе Перервинской духовной семинарии, где обучал также и французскому языку. В 1792 г. перешел в Троицкую семинарию и преподавал там арифметику и географию, а с 1795 г. — поэзию и риторику.
В 1797 году постригся в монашество с именем Амвросий и рукоположён во иеродиакона, а в следующем году причислен к соборным иеромонахам московского Донского монастыря и назначен проповедником в Московскую духовную академию.
С 1802 года — ректор Пензенской духовной семинарии; возведён в сан архимандрита пензенского Спасо-Преображенского монастыря; будучи ректором, преподавал в семинарии богословие и присутствовал в духовной консистории.
16 мая 1806 году перемещён настоятелем в Лужецкий Рождество-Богородичный монастырь и назначен присутствующим в Московской консистории; 29 августа 1807 году переведён архимандритом московского Даниилова монастыря.
С 15 марта 1809 года состоял членом Московского духовного цензурного комитета.